# (1962) Dunant
(1962) Dunant (aussi nommé 1973 WE) est un astéroïde de la ceinture principale, découvert le 24 novembre 1973 par Paul Wild à l'observatoire Zimmerwald, en Suisse.
Il a été nommé en hommage à Henry Dunant, homme d'affaires suisse et humaniste cofondateur de la Croix-Rouge.